# کمپ میل (مریلند)
کمپ میل (به انگلیسی: Kemp Mill) شهری در ایالت مریلند کشور ایالات متحده آمریکا است که جمعیت آن در سرشماری سال ۲۰۱۰ میلادی، ۱۲٬۵۶۴ نفر بوده‌است.